# Diocèse de Potosí
Ne doit pas être confondu avec Archidiocèse de San Luis Potosí.
Le diocèse de Potosí (en latin : Dioecesis Potosiensis ; en espagnol : Diócesis de Potosí) est un diocèse de l'Église catholique de la Bolivie suffragant de l'archidiocèse de Sucre.

## Territoire

Diocèse de Potosí

Il comprend le département de Potosí ce qui correspond a un territoire de 118 218 km divisé en 50 paroisses. Le siège épiscopal est dans la ville de Potosí où se trouve la cathédrale Notre-Dame de la Paix. Dans la même ville, le Seigneur de la Vraie Croix est l'objet d'une vénération particulière et considéré comme le patron de Potosí.

## Histoire
Le diocèse est érigé le 11 novembre 1924 par la constitution apostolique Praedecessoribus Nostris du pape Pie XI en prenant sur le territoire de l'archidiocèse de Sucre dont Potosí devient le suffragant.

## Évêques
- Cleto Loayza Gumiel (15 novembre 1924 - 30 décembre 1968)
- Bernardo Leonardo Fey Schneider, C.Ss.R (30 décembre 1968 - 21 mai 1983)
- Edmundo Luis Flavio Abastoflor Montero (6 octobre 1984 - 31 juillet 1996) nommé archevêque de La Paz
- Walter Pérez Villamonte (7 mars 1998 - 25 novembre 2009)
- Ricardo Ernesto Centellas Guzmán (25 novembre 2009 - 11 février 2020) nommé archevêque de Sucre
- Nicolás Renán Aguilera Arroyo (28 octobre 2020 - )